# The Dictators
A The Dictators egy amerikai punk-rock együttes. 1973-ban alapították meg New York Cityben. Debütáló nagylemezük, a Go Girl Crazy! szerepel az 1001 lemez, amit hallanod kell, mielőtt meghalsz című könyvben. Punk rock, proto-punk és hard rock műfajokban játszanak. John Dougan kritikus az egyik legbefolyásosabb proto-punk együttesnek nevezte őket.

## Tagjai
Utolsó felállás
- Richard Manitoba - ének (1973-2008)
- Ross "The Boss" Friedman - vokál, gitár (1973-2008)
- Scott "Top Ten" Kempner - ritmusgitár (1973-2008)
- Andy Shernoff - basszusgitár (1973-1975, 1976-2008), billentyűk, vokál (1973-2008)
- J.P. Patterson - dob (1998-2008)

Korábbi tagok
- Stu Boy King - dob (1974-1975, 2018-ban elhunyt)
- Ritchie Teeter - dob (1976-1980, 2012-ben elhunyt)
- Mark Mendoza - basszusgitár (1976-1977)
- Mel Anderson - dob (1979)
- Frank Funaro - dob (1995-1998)

## Diszkográfia
Stúdióalbumok
- Go Girl Crazy! (1975)
- Manifest Destiny (1977)
- Bloodbrothers (1978)
- ...And You? (1990)
- D.F.F.D. (2001)
- Everyday is Saturday (2008)

Koncertalbumok
- Viva Dictators! (2005)

## Fordítás
- Ez a szócikk részben vagy egészben  a   The Dictators című angol Wikipédia-szócikk fordításán alapul.  Az eredeti cikk szerkesztőit annak laptörténete sorolja fel. Ez a jelzés csupán a megfogalmazás eredetét és a szerzői jogokat jelzi, nem szolgál a cikkben szereplő információk forrásmegjelöléseként.